# GP3-seizoen 2014
Het GP3-seizoen 2014 was het vijfde GP3 seizoen. Het kampioenschap bestond uit 18 races, verdeeld over 9 raceweekenden. Regerend kampioen Daniil Kvjat is overgestapt naar het team Toro Rosso in de Formule 1 en mocht, zoals de regels van het kampioenschap luiden, zijn titel niet verdedigen.
Alex Lynn werd kampioen doordat zijn laatste overgebleven concurrent Dean Stoneman niet de pole position wist te behalen voor het laatste raceweekend op het Yas Marina Circuit. Zijn team Carlin werd kampioen bij de teams.

## Teams en coureurs
| Team                  | Nr. | Coureur                 | Ronden   |
| --------------------- | --- | ----------------------- | -------- |
| ART Grand Prix        | 1   | Alex Fontana            | Alle     |
| ART Grand Prix        | 2   | Marvin Kirchhöfer       | Alle     |
| ART Grand Prix        | 3   | Dino Zamparelli         | Alle     |
| Arden International   | 4   | Robert Vișoiu           | Alle     |
| Arden International   | 5   | Patric Niederhauser     | Alle     |
| Arden International   | 6   | Jann Mardenborough      | Alle     |
| Koiranen GP           | 7   | Carmen Jordá            | 1-7      |
| Koiranen GP           | 7   | Dean Stoneman           | 8-9      |
| Koiranen GP           | 8   | Jimmy Eriksson          | Alle     |
| Koiranen GP           | 9   | Santiago Urrutia        | Alle     |
| Carlin                | 10  | Alex Lynn               | Alle     |
| Carlin                | 11  | Emil Bernstorff         | Alle     |
| Carlin                | 12  | Luís Sá Silva           | Alle     |
| Marussia Manor Racing | 14  | Patrick Kujala          | 1-7      |
| Marussia Manor Racing | 15  | Ryan Cullen             | 1-7      |
| Marussia Manor Racing | 16  | Dean Stoneman           | 1-7      |
| Hilmer Motorsport     | 17  | Ivan Taranov            | 1        |
| Hilmer Motorsport     | 17  | Nikolay Martsenko       | 2, 8     |
| Hilmer Motorsport     | 17  | Sebastian Balthasar     | 3-7      |
| Hilmer Motorsport     | 18  | Nelson Mason            | Alle     |
| Hilmer Motorsport     | 19  | Beitske Visser          | 1        |
| Hilmer Motorsport     | 19  | Riccardo Agostini       | 2-9      |
| Jenzer Motorsport     | 20  | Pål Varhaug             | Alle     |
| Jenzer Motorsport     | 21  | Mathéo Tuscher          | Alle     |
| Jenzer Motorsport     | 22  | Adderly Fong            | 1-4      |
| Jenzer Motorsport     | 22  | Christopher Höher       | 5        |
| Jenzer Motorsport     | 22  | Kevin Ceccon            | 6-9      |
| Trident               | 23  | Victor Carbone          | 1-4      |
| Trident               | 23  | Konstantin Tereshchenko | 6        |
| Trident               | 23  | Luca Ghiotto            | 7        |
| Trident               | 23  | Kang Ling               | 9        |
| Trident               | 24  | Roman de Beer           | 1-5      |
| Trident               | 24  | John Bryant-Meisner     | 6-7      |
| Trident               | 24  | Patrick Kujala          | 8        |
| Trident               | 24  | Ryan Cullen             | 9        |
| Trident               | 25  | Denis Nagulin           | 1        |
| Trident               | 25  | Mitchell Gilbert        | 3-5, 7-8 |
| Trident               | 25  | Luca Ghiotto            | 6        |
| Trident               | 25  | Patrick Kujala          | 9        |
| Status Grand Prix     | 26  | Nick Yelloly            | Alle     |
| Status Grand Prix     | 27  | Richie Stanaway         | Alle     |
| Status Grand Prix     | 28  | Alfonso Celis Jr.       | Alle     |

### Rijders veranderingen
Van team veranderd
- Jimmy Eriksson: Status Grand Prix → Koiranen GP
- Adderly Fong: Status Grand Prix → Jenzer Motorsport
- Alex Fontana: Jenzer Motorsport → ART Grand Prix
- Carmen Jordá: Bamboo Engineering → Koiranen GP
- Patrick Kujala: Koiranen GP → Marussia Manor Racing
- Patric Niederhauser: Jenzer Motorsport → Arden International
- Dean Stoneman: Koiranen GP → Marussia Manor Racing
- Nick Yelloly: Carlin → Status Grand Prix
- Dino Zamparelli: Marussia Manor Racing → ART Grand Prix

Nieuw/teruggekeerd in de GP3
- Emil Bernstorff: Duitse Formule 3-kampioenschap (Lotus) → Carlin
- Roman de Beer: sabbatical → Trident
- Victor Carbone: Indy Lights (Team Moore Racing) → Trident
- Kevin Ceccon: GP2 Series (Trident Racing) → Jenzer Motorsport
- Alfonso Celis Jr.: Formule Renault 2.0 NEC (Fortec Competition) → Status Grand Prix
- Marvin Kirchhöfer: Duitse Formule 3-kampioenschap (Lotus) → ART Grand Prix
- Alex Lynn: Europees Formule 3-kampioenschap (Prema Powerteam) → Carlin
- Jann Mardenborough: Europees Formule 3-kampioenschap (Carlin) → Arden International
- Nelson Mason: Europese F3 Open (Team West-Tec) → Hilmer Motorsport
- Denis Nagulin: Europese F3 Open (Campos Racing) → Trident
- Richie Stanaway: Porsche Supercup (DAMS) → Status Grand Prix
- Ivan Taranov: Protyre Formule Renault (Scorpio Motorsport) → Hilmer Motorsport
- Mathéo Tuscher: Formule Renault 3.5 Series (Zeta Corse) → Jenzer Motorsport
- Santiago Urrutia: Europese F3 Open (RP Motorsport) → Koiranen GP
- Pål Varhaug: GP2 Series (Hilmer Motorsport) → Jenzer Motorsport
- Beitske Visser: ADAC Formel Masters (Lotus) → Hilmer Motorsport

Uit de GP3
- Robert Cregan: Trident → ?
- Conor Daly: ART Grand Prix → GP2 Series (Venezuela GP Lazarus)
- Tio Ellinas: Marussia Manor Racing → GP2 Series (MP Motorsport)
- David Fumanelli: Trident → Blancpain Sprint Series (ROAL Motorsport)
- Samin Gómez: Jenzer Motorsport → Auto GP (Zele Racing)
- Jack Harvey: ART Grand Prix → Indy Lights (Schmidt Peterson Motorsports)
- Kevin Korjus: Koiranen GP → European Le Mans Series (ART Grand Prix)
- Daniil Kvjat: MW Arden → Formule 1 (Scuderia Toro Rosso)
- Eric Lichtenstein: Carlin → ?
- Melville McKee: Bamboo Engineering → ?
- Alice Powell: Bamboo Engineering → Britse Formule 3-kampioenschap (Carlin)
- Facu Regalia: ART Grand Prix → GP2 Series (Hilmer Motorsport)
- Carlos Sainz jr.: MW Arden → Formule Renault 3.5 Series (DAMS)
- Alexander Sims: Status Grand Prix/Carlin → FIA GT (Boutsen Ginion)
- Aaro Vainio: Koiranen GP → ?
- Giovanni Venturini: Trident → International GT Open (ART Grand Prix)
- Josh Webster: Status Grand Prix → Porsche Carrera Cup Great Britain (Redline Racing)
- Lewis Williamson: Bamboo Engineering → ?
- Emanuele Zonzini: Trident → Italiaanse GT-kampioenschap (?)

Tijdens het seizoen
- Voor de ronde op de Red Bull Ring verving de Rus Nikolay Martsenko zijn landgenoot Ivan Taranov bij het team Hilmer Motorsport. Voor de ronde op Silverstone werd Martsenko vervangen door de Duitser Sebastian Balthasar. Voor de ronde op het Sochi Autodrom werd Balthasar weer vervangen door Martsenko.
- Voor de ronde op de Red Bull Ring verving de Italiaan Riccardo Agostini de Nederlandse Beitske Visser bij het team Hilmer Motorsport.
- Voor de ronde op Silverstone verving de Australiër Mitchell Gilbert de Rus Denis Nagulin bij het team Trident.
- Voor de ronde op de Hungaroring verving de Oostenrijker Christopher Höher de Hong Konger Adderly Fong bij het team Jenzer Motorsport, omdat Fong in dat weekend een race in Azië moest rijden. Voor de ronde op Spa-Francorchamps werd Höher vervangen door de Italiaan Kevin Ceccon.
- Voor de ronde op Spa-Francorchamps verving het team Trident hun volledige rijdersbezetting. In plaats van de Braziliaan Victor Carbone, de Zuid-Afrikaan Roman de Beer en de Australiër Mitchell Gilbert gingen de Rus Konstantin Tereshchenko, de Zweed John Bryant-Meisner en de Italiaan Luca Ghiotto rijden. Voor de ronde op het Autodromo Nazionale Monza werd de auto van Tereshchenko bezet door Ghiotto, die zijn auto af moest staan aan Gilbert.
- Het team Marussia Manor Racing reed niet mee tijdens de ronde op het Sochi Autodrom vanwege "commerciële redenen". De Brit Dean Stoneman vond onderdak bij Koiranen GP, waar hij de Spaanse Carmen Jordá verving, en de Fin Patrick Kujala verving de Zweed John Bryant-Meisner bij het team Trident. De Brit Ryan Cullen vond geen nieuw zitje.
- Voor het laatste raceweekend op het Yas Marina Circuit verving het team Trident twee van de drie coureurs. Luca Ghiotto werd vervangen door de Chinees Kang Ling, terwijl Ryan Cullen de auto van Patrick Kujala innam. Kujala stapte op zijn beurt in de auto van Mitchell Gilbert.

### Teams veranderingen
- Het Britse team Bamboo Engineering keert in 2014 niet terug in de GP3 Series en zou vervangen worden door het Russische team Russian Time, maar na het overlijden van teambaas Igor Mazepa werden zij vervangen door het Duitse team Hilmer Motorsport.
- MW Arden heeft zijn naam veranderd naar Arden International. Ook start het team nu onder een Britse licentie in plaats van een Australische licentie.

## Races
- Op 6 december 2013 werd de GP3-kalender van 2014 bekend. De ronde in Valencia is geschrapt, terwijl de ronden in Oostenrijk en Sochi nieuw zijn. De kalender telt 18 races.

| Ronde | Ronde | Circuit                        | Datum       | Pole Position     | Snelste ronde       | Winnend coureur     | Winnend team          |
| ----- | ----- | ------------------------------ | ----------- | ----------------- | ------------------- | ------------------- | --------------------- |
| 1     | R1    | Circuit de Barcelona-Catalunya | 10 mei      | Alex Lynn         | Alex Lynn           | Alex Lynn           | Carlin                |
| 1     | R2    | Circuit de Barcelona-Catalunya | 11 mei      |                   | Patric Niederhauser | Dean Stoneman       | Marussia Manor Racing |
| 2     | R1    | Red Bull Ring                  | 21 juni     | Alex Lynn         | Alex Lynn           | Alex Lynn           | Carlin                |
| 2     | R2    | Red Bull Ring                  | 22 juni     |                   | Emil Bernstorff     | Emil Bernstorff     | Carlin                |
| 3     | R1    | Silverstone                    | 5 juli      | Jimmy Eriksson    | Alex Lynn           | Jimmy Eriksson      | Koiranen GP           |
| 3     | R2    | Silverstone                    | 6 juli      |                   | Richie Stanaway     | Richie Stanaway     | Status Grand Prix     |
| 4     | R1    | Hockenheimring                 | 19 juli     | Marvin Kirchhöfer | Marvin Kirchhöfer   | Marvin Kirchhöfer   | ART Grand Prix        |
| 4     | R2    | Hockenheimring                 | 20 juli     |                   | Jann Mardenborough  | Jann Mardenborough  | Arden International   |
| 5     | R1    | Hungaroring                    | 26 juli     | Richie Stanaway   | Jann Mardenborough  | Richie Stanaway     | Status Grand Prix     |
| 5     | R2    | Hungaroring                    | 27 juli     |                   | Patric Niederhauser | Patric Niederhauser | Arden International   |
| 6     | R1    | Spa-Francorchamps              | 23 augustus | Luca Ghiotto      | Dean Stoneman       | Dean Stoneman       | Marussia Manor Racing |
| 6     | R2    | Spa-Francorchamps              | 24 augustus |                   | Alex Fontana        | Alex Lynn           | Carlin                |
| 7     | R1    | Autodromo Nazionale Monza      | 6 september | Jimmy Eriksson    | Dino Zamparelli     | Jimmy Eriksson      | Koiranen GP           |
| 7     | R2    | Autodromo Nazionale Monza      | 7 september |                   | Marvin Kirchhöfer   | Dean Stoneman       | Marussia Manor Racing |
| 8     | R1    | Sochi Autodrom                 | 11 oktober  | Dean Stoneman     | Dean Stoneman       | Dean Stoneman       | Koiranen GP           |
| 8     | R2    | Sochi Autodrom                 | 12 oktober  |                   | Marvin Kirchhöfer   | Patric Niederhauser | Patric Niederhauser   |
| 9     | R1    | Yas Marina Circuit             | 22 november | Marvin Kirchhöfer | Marvin Kirchhöfer   | Dean Stoneman       | Koiranen GP           |
| 9     | R2    | Yas Marina Circuit             | 23 november |                   | geen                | Nick Yelloly        | Status Grand Prix     |

## Kampioenschap

### Coureurs
| Pos | Coureur                 | ESP | ESP | OOS | OOS | GBR | GBR | DUI | DUI | HON | HON | BEL | BEL | ITA | ITA | RUS | RUS | ABU | ABU | Punten |
| --- | ----------------------- | --- | --- | --- | --- | --- | --- | --- | --- | --- | --- | --- | --- | --- | --- | --- | --- | --- | --- | ------ |
| 1   | Alex Lynn               | 1   | 18  | 1   | 20  | 2   | 6   | 2   | 3   | 4   | 4   | 8   | 1   | 6   | 2   | 7   | 5   | 5   | 2   | 207    |
| 2   | Dean Stoneman           | 7   | 1   | DNF | 10  | 10  | 18  | 5   | 4   | 9   | 8   | 1   | 9   | 5   | 1   | 1   | 2   | 1   | DNF | 163    |
| 3   | Marvin Kirchhöfer       | 5   | 5   | 5   | DNS | 3   | 4   | 1   | DNF | 11  | 9   | DNS | 17  | 3   | 3   | 2   | 3   | 2   | 11  | 161    |
| 4   | Jimmy Eriksson          | 2   | 6   | 3   | 2   | 1   | DNF | 7   | 15  | 10  | 16  | DNF | 19  | 1   | 8   | 4   | 16  | 10  | 5   | 134    |
| 5   | Emil Bernstorff         | DNF | 8   | 2   | 1   | 4   | 3   | 3   | DNF | 5   | 7   | 9   | 6   | 4   | 4   | DNF | 8   | 4   | 3   | 134    |
| 6   | Nick Yelloly            | 9   | 7   | 7   | 5   | 5   | 2   | 4   | 5   | 2   | 11  | 3   | 5   | 10  | 5   | 9   | 6   | 8   | 1   | 127    |
| 7   | Richie Stanaway         | 3   | 4   | 4   | 3   | 7   | 1   | 13  | 7   | 1   | 6   | 7   | 2   | 9   | DNF | 12  | DNF | 12  | 7   | 125    |
| 8   | Dino Zamparelli         | 6   | 3   | 15  | 8   | 8   | 7   | 6   | 2   | 8   | 2   | 2   | 7   | 2   | 9   | 18  | 13  | 3   | 4   | 124    |
| 9   | Jann Mardenborough      | 14  | 14  | 11  | DNF | 9   | 15  | 8   | 1   | 7   | 3   | 4   | 4   | 11  | DNF | 6   | 4   | 13  | DNF | 77     |
| 10  | Patric Niederhauser     | 10  | 9   | 10  | 6   | 13  | DNF | 12  | 6   | 6   | 1   | DNF | DNF | 13  | 19  | 8   | 1   | 7   | DSQ | 62     |
| 11  | Alex Fontana            | 11  | 19  | DNF | 17  | 15  | DNF | 11  | 13  | 14  | 13  | 6   | 3   | DNF | 10  | 3   | DNF | 6   | 15  | 43     |
| 12  | Mathéo Tuscher          | 8   | 2   | 6   | DNF | 14  | 8   | 18  | 11  | 22  | 15  | DNF | 16  | 8   | DNF | DNF | 11  | DNF | 10  | 29     |
| 13  | Robert Vișoiu           | 13  | 11  | DNF | 14  | 20  | 13  | 10  | 9   | 3   | 5   | DNF | 20  | 19  | 14  | DNF | 10  | 15  | 8   | 23     |
| 14  | Patrick Kujala          | 4   | DNF | 9   | 7   | 12  | DNF | 25  | 16  | 13  | 10  | DNF | 21  | 7   | DNF | 13  | 9   | DNF | 14  | 22     |
| 15  | Kevin Ceccon            |     |     |     |     |     |     |     |     |     |     | 11  | 11  | 12  | 6   | 5   | DNF | 9   | 6   | 20     |
| 16  | Riccardo Agostini       |     |     | DNF | 11  | 6   | 5   | 9   | 8   | 18  | 19  | 10  | 12  | 15  | 12  | 11  | DNF | 18  | 13  | 18     |
| 17  | Pål Varhaug             | 12  | DNF | 13  | 9   | 11  | DNF | 19  | DNF | 21  | 14  | 5   | 8   | DNF | 11  | 10  | DNF | 14  | 9   | 12     |
| 18  | Roman de Beer           | DNF | DSQ | 12  | 4   | 17  | 16  | 21  | 17  | 15  | 12  |     |     |     |     |     |     |     |     | 8      |
| 19  | Luís Sá Silva           | 16  | 10  | 8   | 22  | 18  | 9   | 17  | 10  | 17  | 18  | 16  | 23  | 14  | 7   | 17  | 15  | DNF | 17  | 6      |
| 20  | Luca Ghiotto            |     |     |     |     |     |     |     |     |     |     | 18  | 14  | 21  | 13  |     |     |     |     | 4      |
| 21  | Alfonso Celis Jr.       | 18  | DNF | DNF | 19  | 16  | 10  | DNF | 23  | 16  | 22  | 12  | 15  | 16  | DNF | 16  | 7   | 16  | DNF | 2      |
| 22  | Nelson Mason            | 17  | DNF | 14  | 16  | 25  | 12  | 16  | 14  | 19  | 20  | 15  | 10  | DNF | 18  | 15  | DNS | 17  | 18  | 0      |
| 23  | Santiago Urrutia        | 21  | 13  | 16  | 12  | DNF | 14  | 22  | 18  | 12  | DNF | 13  | 18  | DNF | 15  | 14  | 12  | 11  | 12  | 0      |
| 24  | Adderly Fong            | DNF | 12  | DNF | 15  | 21  | 11  | 15  | 12  |     |     |     |     |     |     |     |     |     |     | 0      |
| 25  | Ryan Cullen             | 15  | 16  | 17  | 13  | 19  | DNF | 20  | 19  | 24  | 21  | 14  | 13  | DNF | 16  |     |     | 19  | DNF | 0      |
| 26  | Mitchell Gilbert        |     |     |     |     | DNS | DNS | 14  | DNF | 20  | 24  |     |     | 18  | 20  | 20  | 14  |     |     | 0      |
| 27  | Beitske Visser          | 19  | 15  |     |     |     |     |     |     |     |     |     |     |     |     |     |     |     |     | 0      |
| 28  | Kang Ling               |     |     |     |     |     |     |     |     |     |     |     |     |     |     |     |     | 20  | 16  | 0      |
| 29  | Carmen Jordá            | DNF | DNF | 20  | 21  | 24  | 17  | DNF | 22  | 25  | 25  | 17  | DNF | 20  | 21  |     |     |     |     | 0      |
| 30  | John Bryant-Meisner     |     |     |     |     |     |     |     |     |     |     | 20  | 22  | 17  | 17  |     |     |     |     | 0      |
| 31  | Victor Carbone          | DNF | 17  | 18  | 18  | 23  | DNF | 23  | 20  |     |     |     |     |     |     |     |     |     |     | 0      |
| 32  | Sebastian Balthasar     |     |     |     |     | 22  | DNF | 24  | 21  | DNF | 17  | 19  | DNS | DNF | DNS |     |     |     |     | 0      |
| 33  | Nikolay Martsenko       |     |     | 19  | DNS |     |     |     |     |     |     |     |     |     |     | 19  | DNF |     |     | 0      |
| 34  | Ivan Taranov            | 22  | 20  |     |     |     |     |     |     |     |     |     |     |     |     |     |     |     |     | 0      |
| 35  | Denis Nagulin           | 20  | DNF |     |     |     |     |     |     |     |     |     |     |     |     |     |     |     |     | 0      |
| 36  | Christopher Höher       |     |     |     |     |     |     |     |     | 23  | 23  |     |     |     |     |     |     |     |     | 0      |
| -   | Konstantin Tereshchenko |     |     |     |     |     |     |     |     |     |     | DNS | DNS |     |     |     |     |     |     | 0      |
| Pos | Coureur                 | ESP | ESP | OOS | OOS | GBR | GBR | DUI | DUI | HON | HON | BEL | BEL | ITA | ITA | RUS | RUS | ABU | ABU | Punten |

### Teams
| Pos | Team                  | No. | ESP | ESP | OOS | OOS | GBR | GBR | DUI | DUI | HON | HON | BEL | BEL | ITA | ITA | RUS | RUS | ABU | ABU | Punten |
| --- | --------------------- | --- | --- | --- | --- | --- | --- | --- | --- | --- | --- | --- | --- | --- | --- | --- | --- | --- | --- | --- | ------ |
| 1   | Carlin                | 10  | 1   | 18  | 1   | 20  | 2   | 6   | 2   | 3   | 4   | 4   | 8   | 1   | 6   | 2   | 7   | 5   | 5   | 2   | 347    |
| 1   | Carlin                | 11  | DNF | 8   | 2   | 1   | 4   | 3   | 3   | DNF | 5   | 7   | 9   | 6   | 4   | 4   | DNF | 8   | 4   | 3   | 347    |
| 1   | Carlin                | 12  | 16  | 10  | 8   | 22  | 18  | 9   | 17  | 10  | 17  | 18  | 16  | 23  | 14  | 7   | 17  | 15  | DNF | 15  | 347    |
| 2   | ART Grand Prix        | 1   | 11  | 19  | DNF | 17  | 15  | DNF | 11  | 13  | 14  | 13  | 6   | 3   | DNF | 10  | 3   | DNF | 6   | 15  | 328    |
| 2   | ART Grand Prix        | 2   | 5   | 5   | 5   | DNS | 3   | 4   | 1   | DNF | 11  | 9   | DNS | 17  | 3   | 3   | 2   | 3   | 2   | 11  | 328    |
| 2   | ART Grand Prix        | 3   | 6   | 3   | 15  | 8   | 8   | 7   | 6   | 2   | 8   | 2   | 2   | 7   | 2   | 9   | 18  | 13  | 3   | 4   | 328    |
| 3   | Status Grand Prix     | 26  | 9   | 7   | 7   | 5   | 5   | 2   | 4   | 5   | 2   | 11  | 3   | 5   | 10  | 5   | 9   | 6   | 8   | 1   | 254    |
| 3   | Status Grand Prix     | 27  | 3   | 4   | 4   | 3   | 7   | 1   | 13  | 7   | 1   | 6   | 7   | 2   | 9   | DNF | 12  | DNF | 12  | 7   | 254    |
| 3   | Status Grand Prix     | 28  | 18  | DNF | DNF | 19  | 16  | 10  | DNF | 23  | 16  | 22  | 12  | 15  | 16  | DNF | 16  | 7   | 16  | DNF | 254    |
| 4   | Koiranen GP           | 7   | DNF | DNF | 20  | 21  | 24  | 17  | DNF | 22  | 25  | 25  | 17  | DNF | 20  | 21  | 1   | 2   | 1   | DNF | 202    |
| 4   | Koiranen GP           | 8   | 2   | 6   | 3   | 2   | 1   | DNF | 7   | 15  | 10  | 16  | DNF | 19  | 1   | 8   | 4   | 16  | 10  | 5   | 202    |
| 4   | Koiranen GP           | 9   | 21  | 13  | 16  | 12  | DNF | 14  | 22  | 18  | 12  | DNF | 13  | 18  | DNF | 15  | 14  | 12  | 11  | 12  | 202    |
| 5   | Arden International   | 4   | 13  | 11  | DNF | 14  | 20  | 13  | 10  | 9   | 3   | 5   | DNF | 20  | 19  | 14  | DNF | 10  | 15  | 8   | 162    |
| 5   | Arden International   | 5   | 10  | 9   | 10  | 6   | 13  | DNF | 12  | 6   | 6   | 1   | DNF | DNF | 13  | 19  | 8   | 1   | 7   | DSQ | 162    |
| 5   | Arden International   | 6   | 14  | 14  | 11  | DNF | 9   | 15  | 8   | 1   | 7   | 3   | 4   | 4   | 11  | DNF | 6   | 4   | 13  | DNF | 162    |
| 6   | Marussia Manor Racing | 14  | 4   | DNF | 9   | 7   | 12  | DNF | 24  | 16  | 13  | 10  | DNF | 21  | 7   | DNF |     |     |     |     | 117    |
| 6   | Marussia Manor Racing | 15  | 15  | 16  | 17  | 13  | 19  | DNF | 20  | 19  | 24  | 21  | 14  | 13  | DNF | 16  |     |     |     |     | 117    |
| 6   | Marussia Manor Racing | 16  | 7   | 1   | DNF | 10  | 10  | 18  | 5   | 4   | 9   | 8   | 1   | 9   | 5   | 1   |     |     |     |     | 117    |
| 7   | Jenzer Motorsport     | 20  | 12  | DNF | 13  | 9   | 11  | DNF | 19  | DNF | 21  | 14  | 5   | 8   | DNF | 11  | 10  | DNF | 14  | 9   | 61     |
| 7   | Jenzer Motorsport     | 21  | 8   | 2   | 6   | DNF | 14  | 8   | 18  | 11  | 22  | 15  | DNF | 16  | 8   | DNF | DNF | 11  | DNF | 10  | 61     |
| 7   | Jenzer Motorsport     | 22  | DNF | 12  | DNF | 15  | 21  | 11  | 15  | 12  | 23  | 23  | 11  | 11  | 12  | 6   | 5   | DNF | 9   | 6   | 61     |
| 8   | Hilmer Motorsport     | 17  | 22  | 20  | 19  | DNS | 22  | DNF | 24  | 21  | DNF | 17  | 19  | DNS | DNF | DNS | 19  | DNF |     |     | 18     |
| 8   | Hilmer Motorsport     | 18  | 17  | DNF | 14  | 16  | 25  | 12  | 16  | 14  | 19  | 20  | 15  | 10  | DNF | 18  | 15  | DNS | 17  | 18  | 18     |
| 8   | Hilmer Motorsport     | 19  | 19  | 15  | DNF | 11  | 6   | 5   | 9   | 8   | 18  | 19  | 10  | 12  | 15  | 12  | 11  | DNF | 18  | 13  | 18     |
| 9   | Trident               | 23  | DNF | 17  | 18  | 18  | 23  | DNF | 23  | 20  |     |     | DNS | DNS | 21  | 13  |     |     | 20  | 16  | 12     |
| 9   | Trident               | 24  | DNF | DSQ | 12  | 4   | 17  | 16  | 21  | 17  | 15  | 12  | 20  | 22  | 17  | 17  | 13  | 9   | 19  | DNF | 12     |
| 9   | Trident               | 25  | 20  | DNF |     |     | DNS | DNS | 14  | DNF | 20  | 24  | 18  | 14  | 18  | 20  | 20  | 14  | DNF | 14  | 12     |
| Pos | Team                  | No. | ESP | ESP | OOS | OOS | GBR | GBR | DUI | DUI | HON | HON | BEL | BEL | ITA | ITA | RUS | RUS | ABU | ABU | Punten |

- Coureurs vertrekkend van pole-position zijn vetgedrukt.
- Coureurs met de snelste raceronde in cursief.

GP2: 2005 · 2006 · 2007 · 2008 · 2009 · 2010 · 2011 · 2012 · 2013 · 2014 · 2015 · 2016 (Lijst van coureurs)

GP3: 2010 · 2011 · 2012 · 2013 · 2014 · 2015 · 2016 · 2017 · 2018 (Lijst van coureurs)

GP2 Asia: 2008 · 2008-2009 · 2009-2010 · 2011 (Lijst van coureurs)